# Helge Hallman
Helge Hallman, född 9 juli 1906 i Kronoby i Finland, död 14 februari 2001 i Karleby i Finland, var en finländsk racerförare och företagare.
År 1931 vann Helge sin första biltävling med en lånad Chrysler. Tävlingskarriären fortsatte med framgångar under hela 1930-talet och efterkrigstiden.
Åren 1935–1936 lät han bygga en racerbil av märket Ford vid Bröderna Holmviks verkstad i Bennäs i Finland. Bilen blev en fullträff och Helge hemförde många segrar och pallplatser med den både under före- och efterkrigstiden: bland annat 4 Grand Prix-lopp: vinst i  Djurgårdsloppet (1947), 2:a plats i Estlands Grand Prix (Eesti Suursõit) (1936), Fiskartorpet (1937) och Nyslott (1948).
Därutöver hemförde han segrar med racern i alla Finlands städer där det arrangerades tävlingar, bland annat Kottbyloppet, Tammerfors, Jyväskylä och Seinäjoki.
Därtill segrade han i tre tävlingar i Norge: Oslo, Trondheim och Drammen.
Helge körde sin sista racertävling år 1951 på Djurgårdsloppet i Helsingfors.